# Бонд, Уилфрид Ноэль
Уилфрид Ноэль Бонд (англ. Wilfrid Noel Bond; 27 декабря 1897 — 25 августа 1937) — английский физик и инженер, известный по своей работе в механики жидкости. 
Он получил степень доктора наук в Лондонского университета и был преподавателем в Университете Рединга с 1921 до своей смерти . В его честь названо Число Бонда, которое применяется в механике жидкостей.

## Работы
- An Introduction to Fluid Motion (1925)
- Numerical Examples in Physics (1931)
- Probability and Random Errors (1935)